# George Boyle, IV conte di Glasgow
George Boyle, IV conte di Glasgow (26 marzo 1766 – 6 luglio 1843), è stato un nobile scozzese.

## Biografia
Era il figlio di John Boyle, III conte di Glasgow, e di sua moglie, Elizabeth Ross, figlia di George Ross, XIII Lord Ross. Studiò a Eton College. Nel 1775 successe al padre nella contea. Fu un rappresentante della Scozia (1790-1815) e fu creato barone Ross per il quale si sedette nella Camera dei lord. È stato Lord luogotenente di Renfrewshire (1810-1820), rettore dell'Università di Glasgow (1817-1819) e Lord luogotenente di Ayrshire (1820-1842).

## Matrimoni

### Primo matrimonio
Sposò, l'8 marzo 1788, Lady Augusta Hay (1766-1822), figlia di James Hay, XV conte di Erroll e Isabella Carr. Ebbero sei figli:
- Lord John Boyle (1789-1818);
- Lady Isabella Margaret Boyle (1790-1834);
- James Boyle, V conte di Glasgow (1792-1869);
- Lady Elizabeth Boyle (1794-1819);
- Lady Augusta Boyle (1801-1876), sposò lord Frederick FitzClarence, ebbero due figli;
- Lord William Boyle (1802-1819).

### Secondo matrimonio
Sposò, il 13 novembre 1824, Julia Sinclair (?-19 febbraio 1868), figlia di sir John Sinclair, I Baronetto. Ebbero due figli:
- George Frederick, VI conte di Glasgow (1825-1890);
- Lady Diana Boyle (1828-1877), sposò John Pakington, II barone Hampton, non ebbero figli.

## Morte
Morì il 3 luglio 1843, a 78 anni.